# 電子音詩
《電子音詩》（Poème électronique）是作曲家埃德加·瓦雷兹的電子音樂作品。此曲乃爲 1958 年在布魯塞爾舉行的全球博覽會中的飛利浦別館所作。彼時荷蘭飛利浦公司爲展示其在工程方面的先進成果，委託建築師勒·柯布西耶設計此別館。柯布西耶說他想創作一首「瓶中詩」，並想出了「電子音詩」這一題目。瓦雷茲創作此曲意在營造一種「各類聲響之間的解放」局面，故在全曲中大量使用了通常被認爲不可入樂的「噪音」。